# Atacini
Les Atacini sont un peuple gaulois de la Gaule, en Narbonnaise Ire.

## Localisation
Situé entre les Sardones et les Volques Arécomiques, ils sont nommés d'après l'Atax (Aude), qui baigne leur pays. Ils occupaient une portion du département de l'Aude, aux environs d'Alet, et avaient pour capitale Atacinus vicus (Aussières), village situé près du ruisseau d'Ausson, à 12 kilomètres de Narbonne. 
Leur territoire était la patrie du poète Varron, né à Narbonne et surnommé Atacinus.
C'est en tout cas la version, fantaisiste, de Marie-Nicolas Bouillet et Alexis Chassang, qui date de 1878 et qu'aucun chercheur n'a confirmée depuis. Daniela Ugolini et Christian Olive estiment plutôt que le nom "Atacini", utilisé par Pomponius Méla, désigne de façon très générique les Audois de la région de Narbonne, alors territoire des Volques Tectosages.

## Source
Marie-Nicolas Bouillet  et Alexis Chassang (dir.), « Atacini » dans Dictionnaire universel d’histoire et de géographie, 1878 (lire sur Wikisource)
"Autour de la fondation de Narbo Martius : Atacini et autres peuples pré-romains de l'Aude", Daniela Ugolini et Christian Olive, Hal Open Science, paru dans "Peuples et territoires en Gaule méditerranéenne. Hommage à Guy Barruol."
Montpellier 2003, p. 297-302. (Suppl. 35 à la Revue Archéologique de Narbonnaise).